# 豊田市立加納小学校
豊田市立加納小学校（とよたしりつ かのうしょうがっこう）は、愛知県豊田市加納町にある公立小学校。

## 概要
- 校区は乙部町、加納町、亀首町（一部）、猿投町、本徳町、舞木町であり、公立中学校に進学する場合は豊田市立猿投中学校へ進学する[1]。

## 沿革
- 1874年（明治7年）4月[注釈 1] - 加納学校が開校。弘誓院[注釈 2]を仮校舎とする。
- 1878年（明治11年）11月 - 校舎を新築し、移転する。
- 1887年（明治20年）4月 - 尋常小学加納学校に改称する。
- 1889年（明治22年）10月1日 - 舞木村、乙部村、亀首村、猿投村、加納村、本徳村が合併し、広沢村が発足する。
- 1892年（明治25年）
  - 5月 - 加納尋常小学校に改称する。
  - 7月 - 広沢村に広沢高等小学校が開校する。
- 1905年（明治38年）10月 - 加納尋常小学校と広沢高等小学校が統合し、広沢尋常高等小学校となる。
- 1906年（明治39年）7月1日 - 広沢村、上郷村、富貴下村の一部（西枝下、西広瀬）が合併し、猿投村が発足する。
- 1910年（明治43年）1月 - 猿投第一尋常高等小学校に改称する。
- 1911年（明治44年） - 校舎を新築する。
- 1917年（大正6年） - 農業補習学校を併設する。
- 1941年（昭和16年）4月1日 - 猿投村立北部国民学校に改称する。
- 1947年（昭和22年）4月1日 - 猿投村立北部小学校に改称する。
- 1950年（昭和25年）12月 - 校舎を新築する。
- 1951年（昭和26年）11月 - 校舎を増築する。
- 1953年（昭和28年）4月1日 - 猿投村が町制施行して猿投町となる。同時に猿投町立北部小学校に改称する。
- 1955年（昭和30年）3月1日 - 保見村と石野村が猿投町に編入される。同時に猿投町立加納小学校に改称する。
- 1963年（昭和38年） - 新校舎（鉄筋コンクリート造）が完成する。
- 1967年（昭和42年）4月1日 - 猿投町が豊田市へ編入される。同時に豊田市立加納小学校に改称する。

## 交通アクセス
- とよたおいでんバス【1系統　藤岡・豊田線（加納経由）】「加納末石」バス停より徒歩約5分。

## 周辺施設
- 豊田市立猿投中学校　※隣接
- 南山国際中学校・高等学校
- 豊田市立広沢こども園
- 豊田市猿投北交流館
- 猿投グリーンロード加納IC
- 東海環状自動車道豊田藤岡IC